# Kadiatou Konaté
Ne doit pas être confondu avec Kadiatou Konaté (activiste).
Kadiatou Konaté est une réalisatrice et scénariste malienne, née à Bamako.  

## Biographie
Kadiatou Konaté a débuté avec Souleymane Cissé comme déléguée de production pour le film Yeelen en 1985. En 1989, elle signe le scénario du court métrage d'animation La Geste de Ségou (Segu sanjo) du réalisateur malien Mambaye Coulibaly. Elle passe ensuite à la réalisation et commence par plusieurs films documentaires comme Femmes et Développement en 1995, Un mineur en milieu carcéral en 1997 ou Petit à petit en 2001.
En 1993 elle réalise un court métrage d'animation L'Enfant terrible (Deni Kissèma), adapté d'un conte mettant en scène un enfant terrible. Le court métrage, qui utilise des marionnettes animées, retrace les aventures d’un enfant méchant qui parle, mange et marche le jour de sa naissance et accumule les bêtises sous l'œil impuissant de son frère aîné.
En 2008, elle réalise le documentaire Daman da (Le Mirage jaune) sur la vie autour des sites d'orpaillage artisanal au Mali.
À travers ces films, Kadiatou Konaté veut montrer le combat pour l’émancipation des femmes au Mali et plus généralement en Afrique.

## Filmographie

### Scénariste
- 1989 : La Geste de Ségou (Segu sanjo) de Mambaye Coulibaly, court métrage animé.

### Réalisatrice
- 1993 : L'Enfant terrible (Deni Kissèma)
- 1993 : L'enfant et l'hygiène corporelle
- 1993 : L'enfant et la circulation routière
- 1995 : Femmes et Développement
- 1997 : Un mineur en milieu carcéral
- 2001 : Petit à petit
- 2008 : Daman da